# عرق (تصنيف)

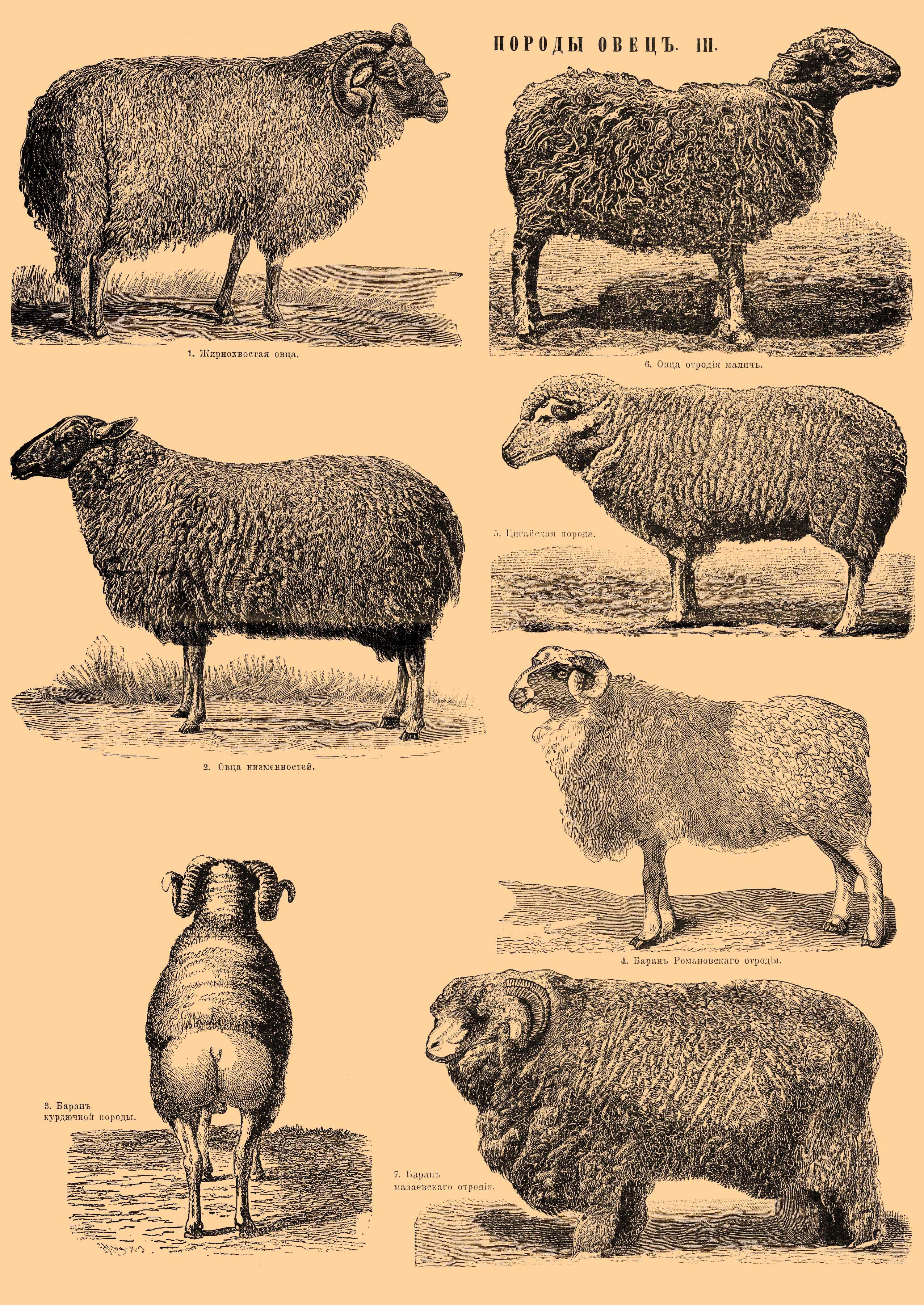

في علم التصنيف الأحيائي، العِرْق أو السلالة الحيوية أو سلالات بيولوجية (بالإنجليزية: Race)، هي أصنوفة غير رسمية في التسلسل الهرمي التصنيفي. وتُستخدم كمرتبة أعلى من تصنيف السلالة وأدنى من تصنيف النُويّع.
في التصنيف البيولوجي، يعتبر العرق تصنيفًا غير رسمي في سلسلة مراتب التصنيف الهرمية، دون مستوى النّويع (الأنواع الفرعية). ويقع العرق في تصنيف أعلى من السلالة حيث أن عدة سلالات تشكل عرقًا واحدًا.
يمكن تعريف الأعراق على أنها مجموعة من الأفراد المتميزة وراثيًا في نفس النوع، ويمكن تعريفها بطرق أخرى من الناحية الفسيولوجية أو الجغرافية. لم تكتمل العزلة الوراثية بين الأجناس، لكن الاختلافات الوراثية قد تكون تراكمت، ولكن أيضًا ليس بالشكل الكافي بعد لفصل الأنواع عن بعضها.
يعتبر هذا المصطلح مألوف للبعض، ولكن بدون أن يحكمه أي من الرموز الرسمية للتسمية البيولوجية.

## مصطلحات أخرى
في علم النبات، كانت الكلمات اللاتينية stirps and proles تستخدم بشكل تقليدي، واستخدمت كلمة proles في أول مدونة نباتية للتسمية والتي نشرت في عام 1868.

## النهج التعريفية
تُعرّف الأعراق وفقًا لأي خاصية محددة بما في ذلك ترددات الجين، وتعتبر الاختلافات العرقية نسبية وليست مطلقة.

### من ناحية الكروموسوم
قد تتميز مجموعة بوجود أنماط نووية فريدة، أي أعداد كروسوم مختلفة، أو بنية كروموسوم مختلفة.

### من الناحية الجغرافية
قد تتميز مجموعة معزولة في منطقة معينة عن مجموعات أخرى من الأنواع، وييكن تمييزها باستمرار عن الأنواع الأخرى مثل التمييز عن طريق بنية الشكل؛ فالأعراق الجغرافية تعتبر انتواع متنباين الموطن.

### من الناحية الفسيولوجية
قد تكون هناك مجموعة من الأفراد لا تختلف في التشكل بصورة ضرورية عن غيرهم من أفراد الأنواع، ولكن لديهم ماهو مختلف فسيولوجيًا أو لديهم سلوك مختلف بشكل واضح. يمكن أن يكون العرق الفسيولوجي نوعًا إيكولوجيًا -وهو جزء من الأنواع التي تتكيف مع مواطن محلية مختلفة- تُعرّف حتى من خلال مصدر غذائي محدد.
الأنواع الطفيلية غالبًا ما ترتبط بعدم وجود موقع جغرافي، حيث غالبًا ما يكون لها أجناس تتكيف مع مضيفين مختلفين، ويصعب تمييزها من ناحية الكروموسومات.
في علم النبات -حيث يستخدم العرق الفسيولوجي والجنس البيولوجي والشكل البيولوجي بشكل مترادف- يعتبر العرق الفسيولوجي هو في الأساس نفس تصنيف الاختصاص الشكلي. باستثناء الأخير، يستخدم هذا كجزء من الاسم العلمي المصنف (ويتبع مصطلحات التسمية العلمية القائمة على اللاتينية)، ويُدرج بعد الرمز الموضوع "f. sp." كما هو الحال في "Puccinia graminis f. sp. avenae". بينما يتم إضافة اسم العرق بعد الاسم العلمي ثنائي التسمية -وقد يكون اعتباطيًا كرمز أبجدي رقمي عادةً ما يكون به كلمة race- مثل "Podosphaera xanthii race S".
لا ينبغي الخلط بين الشكل البيولوجي ولا الشكل الخاص مع المراتب التصنيفية الرسمية للنموذج أو الشكل أو مع مصطلح علم الحيوان، وهو وصف غير رسمي (غالبًا ما يكون موسميًا) وغير تصنيفي.
كما استُخدم مصطلح العرق تاريخيًا فيما يتعلق بالحيوانات المستأنسة كمصطلح آخر للنسل. يبقى هذا ناجحًا في صيغة التركيب، وينطبق أيضًا على النباتات المستأنسة.
هناك كلمات ذو لفظ قريب لكلمة race في عدة لغات (الإسبانية: raza، الألمانية: Rasse، الفرنسية: race)، وقد تنقل معاني الكلمة الإنجليزية ولاتستخدم بشكل متكرر في حمل معنى «السلالة المحلية».

## التمييز من صفوف التصنيف الأخرى
إذا كانت الأجناس مختلفة بشكل كافٍ أو إذا تم اختبارها لإظهار القليل من الوراثة بغض النظر عن النمط الظاهري، فيمكن تحديد مجموعتين أو أكثر من الأعراق على أنها سلالات فرعية ويمكن إعطائها اسم. كتب إرنست ماير أن السلالات الفرعية يمكن أن تكون عرقًا جغرافيًا مختلفًا بدرجة كافية من الناحية التصنيفية ليستحق اسمًا منفصلاً.
قد تؤدي دراسة المجموعات المصنفة مسبقًا إلى تصنيف أنواع جديدة. على سبيل المثال، في عام 2008، أعيد تصنيف جماعتين من مجموعة بلانثوبير براون في الفلبين -وجعلوا إحداهما تتكيف لتتغذى على الأرز والأخرى لتتغذى على عشب ليرسيا هيكساندرا وليصبحا نوعين متميزين ولكن متحالفان بشكل وثيق للغاية- استنادًا إلى معدل البقاء الضعيف عند إعطائه مصدر الغذاء المعاكس الذي يخص الآخر وحواجز التهجين بين السكان والتفضيل الموحد للتزاوج بين أفراد من نفس المجموعة والاختلافات في أصوات التزاوج واختلاف موضع البيض وغيرها من الخصائص المميزة.
بالنسبة للبكتريا المسببة للأمراض والتي تتكيف مع مضيف معين، يمكن تسمية أعراقها رسميًا بالنمط الممراض. ايضًا بالنسبة للكائنات الطفيلية التي تحكمها المدونة الدولية للتسميات الخاصة بالطحالب والفطريات والنباتات، يستخدم مصطلح الشكل الخاص (forma specialis).

## في علم الفطريات وعلم الأمراض النباتية
تُصنف الميكروبات الفطرية إلى أعراق بشكل متكرر في علم الفطريات ودراستها، وخاصة في علم الأمراض النباتية ودراستها، والتي غالبا ما تكون فطرية. رُشح مصطلح"العرق الفسيولوجي" لاستخدامه على "الشكل البيولوجي" في المؤتمر الدولي للنباتات لعام 1935. على الرغم من أن المصطلح قد استخدم تاريخيًا بشكل غير متسق من قبل علماء الأمراض النباتية، فإن الاتجاه الحديث هو استخدام العرق للإشارة إلى "مجموعات من الأنماط الجينية المضيفة التي تسمح بتشخيص الضرر (بعبارات أبسط: تجميع الفطريات الطفيلية في سباقات بناءً على مدى تأثيرها القوي على النباتات المضيفة الخاصة). على سبيل المثال، شارك إنتاج البطيخ في سباق تسلح بيولوجي -منذ عام 1922- ضد عفن البياض الدقيقي الناتج عن أعراق فطرية لل بودوسفيرا زانثاي (Podosphaera xanthii) الناشئة بشكل متتالي، ليكوّن مستنبتات نباتية جديدة من البطيخ مقاومة لهذه العوامل الممرضة.
خلصت مراجعة الإنتاج الفكري عام 2004 لهذه المسألة إلى أن تحديد العرق مهم للبحوث الأساسية وهو مهم بشكل خاص لصناعة البذور التجارية، ولكن كان يُنظر إليه على أنه ليس له فائدة تذكر في البستنة لاختيار أصناف محددة، بسبب السرعة التي يمكن أن تتغير بها المجموعات الممرضة -مثل الفيروسات والبكتريا وغيرهم- جغرافيًا وموسميًا من قِبل النبات العائل.
قد يكون تصنيف الأجناس الفطرية صعباً لأن استجابات النباتات المضيفة لمجموعات معينة من الفطريات يمكن أن تتأثر بالرطوبة والضوء ودرجة الحرارة والعوامل البيئية الأخرى، وقد لا تستجيب جميع النباتات المضيفة المختلفة إلى مجموعات فطرية معينة أو العكس. كما أن تحديد الاختلافات الوراثية بين المجموعات التي يعتقد أنها تشكل أجناس فطرية مميزة قد يكون بعيد المنال.